# Hosilot Farchor
Hosilot Farchor (tadż. Клуби футболи «Ҳосилот» Фархор) – tadżycki klub piłkarski, mający siedzibę w mieście Farchor, na południu kraju.

## Historia
Chronologia nazw:
- 1981: Hosilot Farchor (ros. «Хосилот» Фархор)
- 1995: FK Farchor (ros. ФК «Фархор»)
- 1997: klub rozwiązano
- 2003: SKA Hatlon Farchor (ros. «СКА-Хатлон» Фархор)
- 2004: FK Farchor (ros. ФК «Фархор»)
- 2010: Hosilot Farchor (ros. «Хосилот» Фархор)

Piłkarski klub Hosilot został założony w miejscowości Farchor w 1981 roku. W tłumaczeniu hosilot oznacza urodzaj. W 1991 zespół debiutował w rozgrywkach Drugiej Niższej Ligi ZSRR (strefa 8). W 1992 po uzyskaniu niepodległości przez Tadżykistan startował w Wyższej Lidze Tadżykistanu. Jednak przez rozpoczęcie wojny domowej klub po rundzie wiosennej zrezygnował z dalszych występów. W sezonie 1993 zespół ponownie startował w Wyższej Lidze, gdzie zajął 8. miejsce w końcowej klasyfikacji. W 1995 klub zmienił nazwę na FK Farchor. Po zakończeniu sezonu 1997 został rozformowany.
Dopiero w 2003 klub został reaktywowany jako SKA Hatlon Farchor i przystąpił do rozgrywek w Wyższej Lidze. Zespół zajął przedostatnie 15. miejsce i spadł do Pierwszej Ligi. W następnym 2004 przywrócił nazwę FK Farchor i przez kolejne dwa sezony występował w Pierwszej Lidze. W 2010 jako Hosilot Farchor powrócił do gry w Pierwszej Lidze i w kolejnych dwóch sezonach zdobywał srebrne medale. W 2011 zespół zdobył awans do Wyższej Ligi. Jednak powrót był nieudanym – 11. miejsce i spadek z ekstraligi w 2012 roku. W 2015 zespół przed czasem zdobył mistrzostwo ligi i awansował do Wyższej Ligi.

## Sukcesy

### Trofea międzynarodowe
Nie uczestniczył w rozgrywkach azjatyckich (stan na 31-12-2015).

### Trofea krajowe
Tadżykistan
| \| \| Zdobyte trofea w rozgrywkach Tadżykistanu (stan na: 31-12-2015) \| |                                                                 |      |            |
| Rozgrywki                                                                | Osiągnięcie                                                     | Razy | Sezon(y)   |
| Mistrzostwo                                                              | I miejsce                                                       | 0    |            |
| Mistrzostwo                                                              | II miejsce                                                      | 1    | 2016       |
| Mistrzostwo                                                              | III miejsce                                                     | 0    |            |
| Puchar                                                                   | zdobywca                                                        | 0    |            |
| Puchar                                                                   | finalista                                                       | 1    | 2016       |
| II liga                                                                  | I miejsce                                                       | 1    | 2015       |
| II liga                                                                  | II miejsce                                                      | 2    | 2010, 2011 |
| II liga                                                                  | III miejsce                                                     | 0    |            |
| Tadżykistan                                                              | Zdobyte trofea w rozgrywkach Tadżykistanu (stan na: 31-12-2015) |      |            |

ZSRR
| \| \| Zdobyte trofea w rozgrywkach Związku Radzieckiego (stan na: 31-12-1991) \| |                                                                         |      |          |
| Rozgrywki                                                                        | Osiągnięcie                                                             | Razy | Sezon(y) |
| Mistrzostwo                                                                      | I miejsce                                                               | 0    |          |
| Mistrzostwo                                                                      | II miejsce                                                              | 0    |          |
| Mistrzostwo                                                                      | III miejsce                                                             | 0    |          |
| Puchar                                                                           | zdobywca                                                                | 0    |          |
| Puchar                                                                           | finalista                                                               | 0    |          |
| II liga                                                                          | I miejsce                                                               | 0    |          |
| II liga                                                                          | II miejsce                                                              | 0    |          |
| II liga                                                                          | III miejsce                                                             | 0    |          |
|                                                                                  | Zdobyte trofea w rozgrywkach Związku Radzieckiego (stan na: 31-12-1991) |      |          |

- Wtoraja Niższaja Liga ZSRR (D4):
  - 18. miejsce w grupie: 1991

## Stadion
Klub rozgrywa swoje mecze domowe na stadionie Centralnym w Farchorze, który może pomieścić 3 000 widzów.

## Piłkarze
Znani piłkarze:
- Hikmat Fuzajlow
- Mahmadżon Habibullojew

## Trenerzy
...
- 1991:  Zoir Bobojew

...
- 20??–2012:  Tagaj Dustow

...